# Día Internacional del Deporte Universitario
El Día Internacional del Deporte Universitario es una celebración anual que se lleva a cabo el 20 de septiembre desde 2016, proclamada por la Organización de las Naciones Unidas para la Educación, la Ciencia y la Cultura (UNESCO) en 2015.

## Proclamación
El Día Internacional del Deporte Universitario fue proclamado por la UNESCO durante su 38.ª sesión de la Conferencia General en París el 17 de noviembre de 2015.La propuesta fue presentada por la Federación Internacional de Deporte Universitario (FISU) con el objetivo de reconocer y promover el papel crucial que desempeñan las universidades en el uso de la educación física, la actividad física y el deporte para desarrollar habilidades que definen estilos de vida saludables. La proclamación busca fomentar los valores de ciudadanía a través de la educación física como componente esencial en la formación y desarrollo de los seres humanos.

## Celebración
Este día se celebra el 20 de septiembre de cada año. La elección de esta fecha subraya la importancia de integrar el deporte en la vida universitaria y resalta el papel de las universidades en la promoción de un estilo de vida saludable y activo entre los jóvenes. La primera celebración oficial tuvo lugar en 2016, y desde entonces se realizan diversas actividades y eventos a nivel local, nacional, europeo e internacional para conmemorar la fecha. Las actividades típicas incluyen eventos deportivos, educativos y culturales organizados en instituciones de educación superior y apoyados por federaciones deportivas, gobiernos locales y nacionales, así como por la UNESCO y FISU. Estos eventos están diseñados para fomentar el diálogo, el respeto, el juego limpio y la excelencia entre los estudiantes, además de promover la integración social y la igualdad de género a través del deporte.